# Jordbävningen vid Newfoundlandsbankarna 1929
Jordbävningen vid Newfoundlandsbankarna 1929 (engelska: 1929 Grand Banks earthquake) inträffade den 18 november 1929 vid Newfoundlandsbankarna utanför Newfoundland. En tsunami uppstod också.

### Fotnoter
1. ↑  ”Ancient tsunami 'hit New York'” (på engelska). BBC News. 3 maj 2009. http://news.bbc.co.uk/1/hi/sci/tech/8028949.stm. Läst 25 september 2014.
2. ↑  Alan Ruffman och Violet Hann (2001). ”The Newfoundland Tsunami of November 18, 1929: An Examination of the Twenty-eight Deaths of the "South Coast Disaster"” (på engelska). Newfoundland and Labrador Studies. http://www.seismescanada.rncan.gc.ca/historic-historique/events/Ruffman_Hann2006_NLSv21.pdf. Läst 25 september 2014.